# City & South London Railway
A City & South London Railway foi uma linha de comboios que serviu parte de Inglaterra. Através destas linhas de railway, que serviu a capital Londrina, nasceu o Metro de Londres.